# GEO-Kompsat 2A
GEO-KOMPSAT 2A ist ein Erdbeobachtungssatellit des Korea Aerospace Research Institute (KARI).
Er wurde am 4. Dezember 2018 um 20:37 UTC mit einer Ariane 5-Trägerrakete vom Raumfahrtzentrum Guayana (zusammen mit GSAT-11) in eine geostationäre Umlaufbahn bei 128,2° Ost gebracht.
Der dreiachsenstabilisierte Satellit ist mit einer Multispektralkamera (AMI) und mit Magnetfeld und Partikelmessgeräten (KSEM) ausgerüstet und soll meteorologische und Weltraumwetterdaten liefern. Er wurde auf Basis des GK2 Satellitenbus der KARI gebaut und besitzt eine geplante Lebensdauer von zehn Jahren.
Das 338 kg schwere Instrument namens AMI (Advanced Meteorological Imager, früher auch MI-(Meteorological Imager-II) ist ein von der Harris Corporation gebaute Multispektralkamera, welche auf der ABI Kamera der amerikanischen NOAA GOES-16 Satelliten beruht. Die Kamera liefert Daten in 16 Bändern (4 optischen und 12 infraroten) in einem Wellenlängenbereich von 0,47 bis 13,21 µm. Die Auflösung liegt zwischen 500 m im optischen und 2 km für den infraroten Bereich bei einem Bildbereich von 0,9° × 1,9°. Das Instrument KSEM (Korean Space Environment Monitor) der Kyunghee Universität besteht aus einem Partikeldetektor für den Energiebereich von 100 keV und 2 MeV, einem FluxGate Magnetometer mit einer Auflösung von ±350 nT in allen drei Raumrichtungen und einem Satellite Charging Monitor der den Ladestrom des Satelliten im Bereich von ±3 pA/cm² aufgrund von Hochenergiepartikeln misst und frühzeitig vor einer möglichen elektrischen Entladung warnt.